# Sainte-Tulle
Sainte-Tulle ist eine französische Gemeinde mit 3.530 Einwohnern (Stand: 1. Januar 2022) im Département Alpes-de-Haute-Provence in der Region Provence-Alpes-Côte d’Azur. Sainte-Tulle gehört zum Arrondissement Forcalquier und zum Kanton Manosque-3. Die Einwohner werden Tullésains genannt.

## Geographie
Sainte-Tulle liegt etwa 62 Kilometer nördlich von Marseille am Fluss Largue. Durch die Gemeinde führt auch der parallel zur Durance verlaufende Canal EDF, der von der Électricité de France für Kraftwerke genutzt wird. Umgeben wird Sainte-Tulle von den Nachbargemeinden Manosque im Norden und Nordosten, Gréoux-les-Bains im Osten, Corbières-en-Provence im Süden und Südwesten sowie Pierrevert im Westen und Nordwesten.
Sainte-Tulle liegt im Weinbaugebiet Coteaux de Pierrevert (als AOC geschützte Herkunftsbezeichnung). Durch die Gemeinde führen die frühere Route nationale 96 (heutige D4096) und die Autoroute A51.

## Geschichte
Die Abtei Saint-André in Villeneuve-lès-Avignon besaß hier vom 11. bis zum 15. Jahrhundert eine Priorei (die heutige Kapelle) und ab dem 13. Jahrhundert die Kirche Notre-Dame.
1530 kam es hier während der Religionskriege zur Schlacht von Sainte-Tulle.

### Bevölkerungsentwicklung
| 1962 | 1968 | 1975 | 1982 | 1990 | 1999 | 2008 | 2018 |
| ---- | ---- | ---- | ---- | ---- | ---- | ---- | ---- |
| 1857 | 2458 | 2520 | 2805 | 2855 | 3055 | 3265 | 3407 |

## Sehenswürdigkeiten
- Kirche Notre-Dame de Beauvoir, 1587 auf den Fundamenten der früheren Kirche errichtet, Monument historique
- Kapelle Sainte-Consorce
- Kapelle Sainte-Tulle, romanischer Kirchbau aus dem 12. Jahrhundert, seit 2011 Monument historique
- Uhrenturm, 1544 erbaut
- Fontaine Ronde
- Theater und Kino Henri-Fluchère

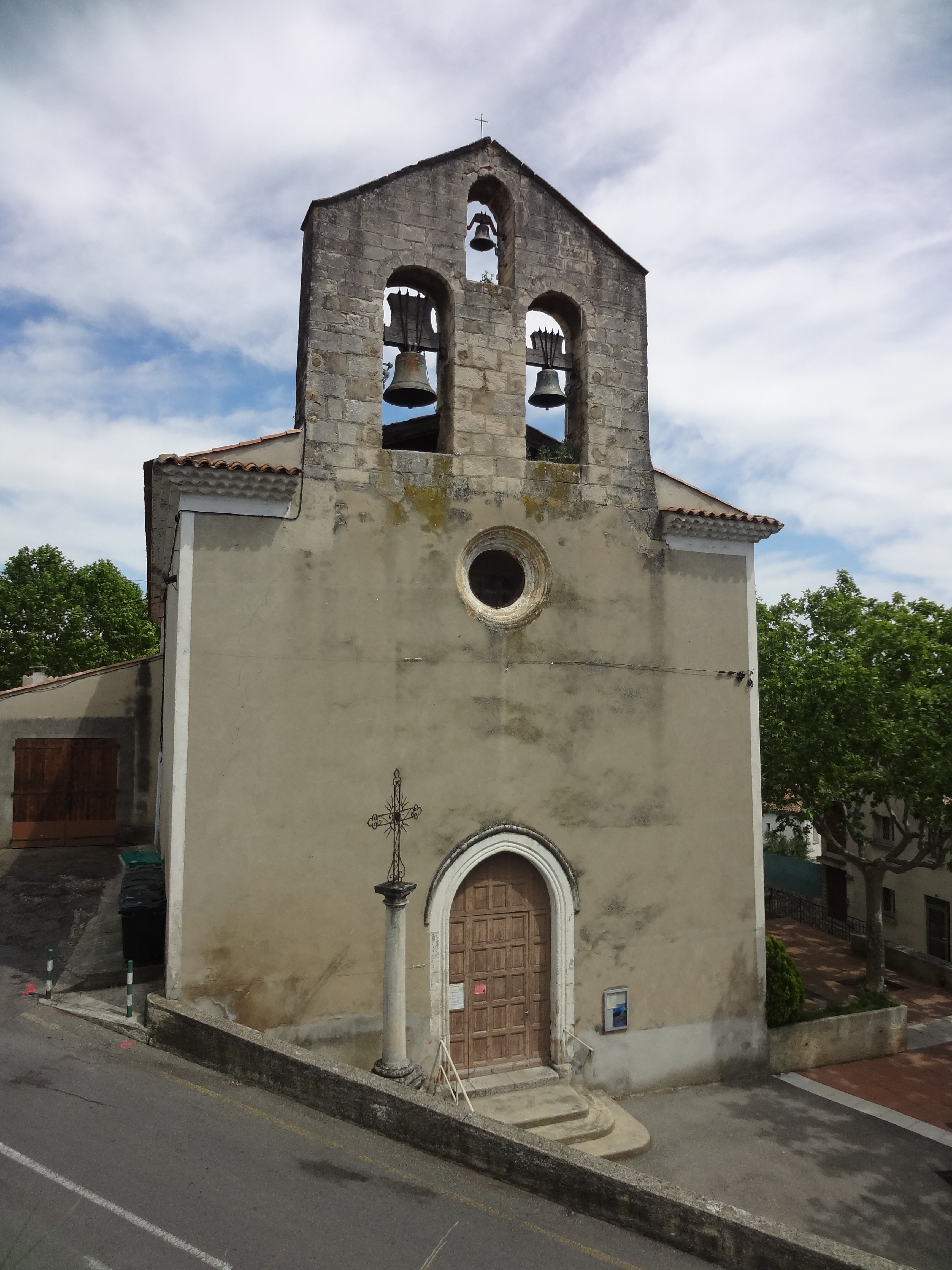
Kirche Notre-Dame de Beauvoir
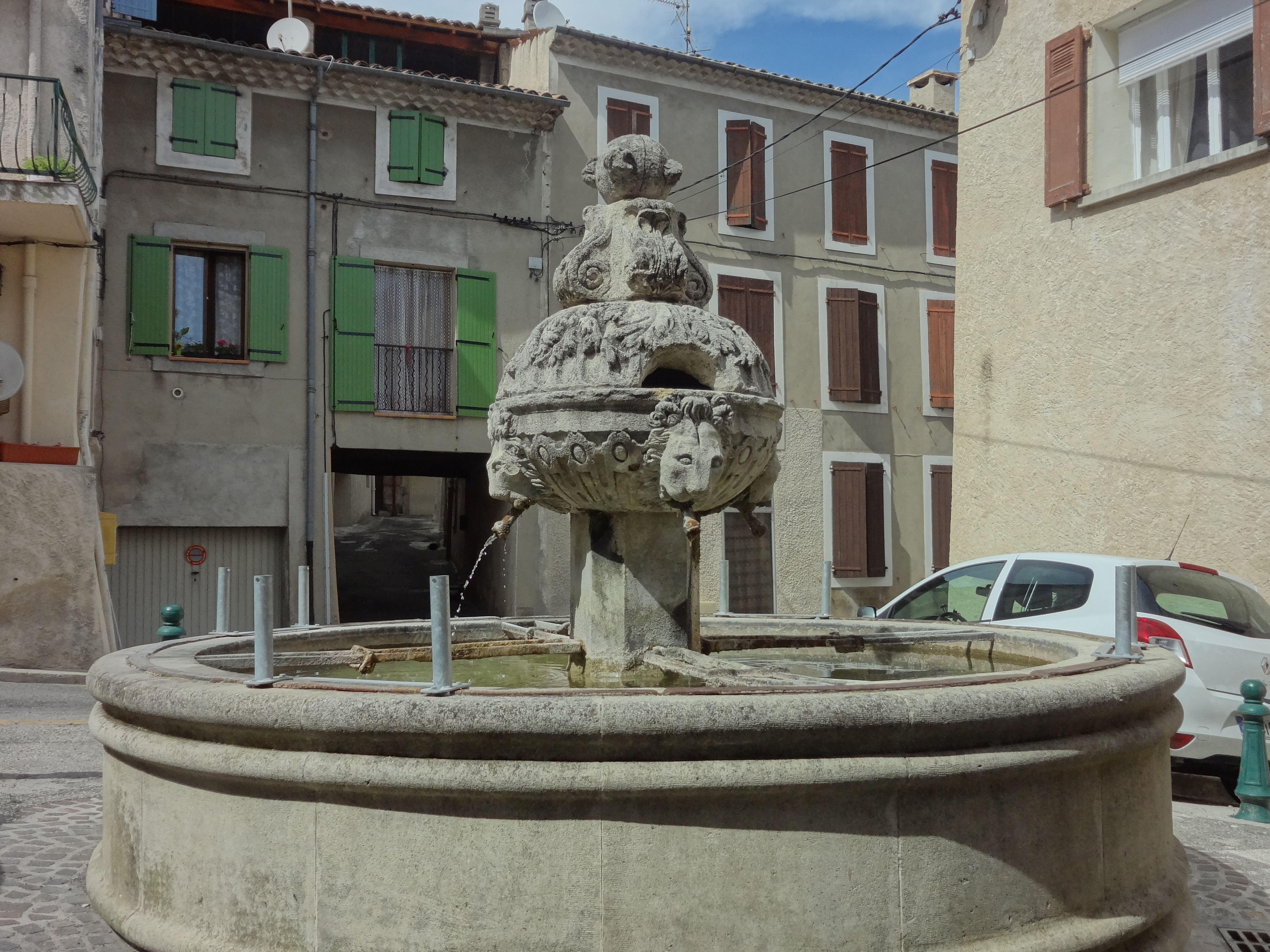
Fontaine Ronde
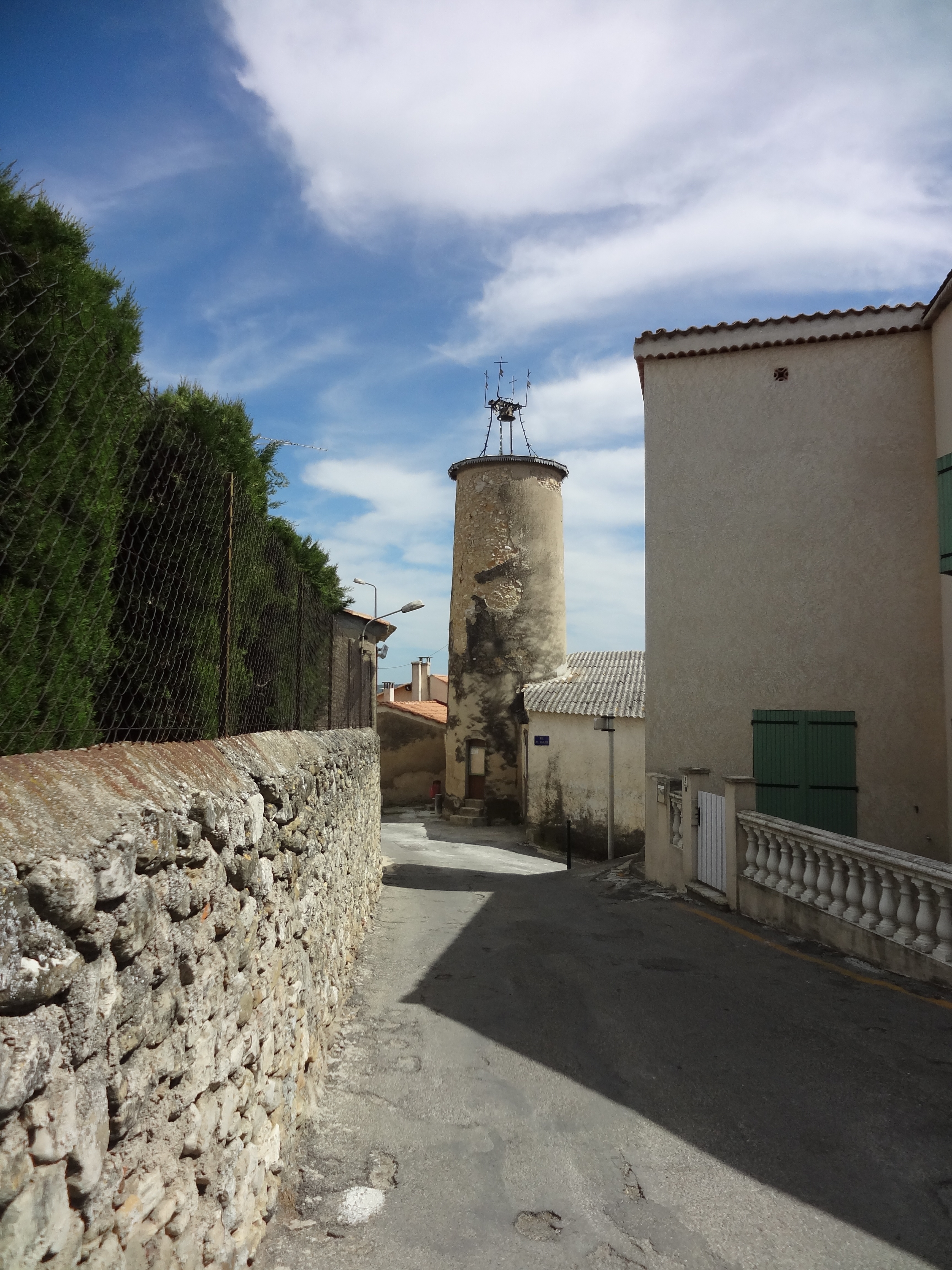
Uhrenturm

## Persönlichkeiten
- Henri Fluchère (1898–1987), Mitglied der Résistance, Anglist und Politiker, früherer Bürgermeister von Sainte-Tulle